# Spathius casius
Spathius casius är en stekelart som beskrevs av Nixon 1943. Spathius casius ingår i släktet Spathius och familjen bracksteklar. Inga underarter finns listade i Catalogue of Life.